# 1997 AO7
1997 AO7 är en asteroid i huvudbältet som upptäcktes den 9 januari 1997 av den japanska astronomen Takao Kobayashi vid Ōizumi-observatoriet.
Asteroiden har en diameter på ungefär 4 kilometer.